# Matilde Viscontini Dembowski
Pour les articles homonymes, voir Dembowski.
Matilde Viscontini Dembowski (Milan, 1er février 1790 - Milan, 1er mai 1825) est une patriote italienne, membre des Carbonari, célèbre pour avoir été le grand amour malheureux de Stendhal.

## Biographie
Née dans une famille de la haute bourgeoisie milanaise, de Charles et Louise Viscontini Marliani, elle épouse Jan Dembowski (1773-1823), officier de l'armée napoléonienne, en 1807, dont elle a deux fils, Carlo, né en 1808 et Ercole en 1812. Jan Dembowski participe à la Guerre d'Espagne de 1808 à 1810. Il est promu général et fait baron. Mais le mariage n'est pas heureux : son mari se révèle « coureur, irascible, brutal ». En 1814, Matilde s'enfuit en Suisse, à Berne, avec son fils Ercole et demande la séparation. Son fils aîné, Carlo, était à cette époque pensionnaire à Volterra.
Alors que Matilde attend la décision de justice, le procureur de Berne mène une enquête sur sa vie passée. Un rapport de 1816 fait état de rumeurs circulant à Milan selon lesquelles, lorsque son mari était en Espagne, elle aurait eu « une intrigue amoureuse ». Certains supposent que cet amant serait Ugo Foscolo, résidant à cette époque précisément en Suisse. Mais, comme en témoigne leur correspondance, leur relation était purement amicale, et elle fut profondément affectée par ces médisances.
En juin 1816, Matilde retourne à Milan pour voir son fils Carlo. Son mari tente de reprendre le plus jeune, Ercole. Il faudra l'intervention du gouverneur de Lombardie, Ferdinand Bubna, pour qu'elle puisse le garder. En 1817 la séparation officielle est prononcée mais Matilde doit vivre dans la maison de son époux. Ce n'est qu'en juillet 1818 qu'elle peut s'installer avec ses deux fils dans un appartement de la Place Belgioioso, près de son frère.
C'est en mars 1818 qu'elle rencontre Stendhal, qui lui est présenté par Giuseppe Vismara. Il voit en elle « l'incarnation même de la beauté lombarde, telle que Léonard de Vinci la dépeint dans ses tableaux ». Son admiration pour celle qu'il appelle Métilde le paralyse de timidité et de maladresse : « Je n'ai jamais eu le talent de séduire qu'envers les femmes que je n'aimais pas du tout. Dès que j'aime, je deviens timide et vous pouvez en juger par le décontenancement dont je suis auprès de vous ». Dans un premier temps Mathilde se montre touchée par cette adoration silencieuse. Mais subitement, elle se refroidit, probablement parce que sa cousine, Francesca Traversi, aurait dépeint Stendhal comme un séducteur. Au printemps 1819 Stendhal ruine tous ses espoirs en suivant déguisé, Mathilde qui était allée voir ses fils à Volterra. Elle ne lui pardonnera pas, il écrira De l'amour.
En décembre 1821, au cours du soulèvement des Carbonari contre l'occupant autrichien, elle est arrêtée et interrogée, notamment en raison de sa relation avec Giuseppe Vismara. « Non seulement elle ne laissa pas échapper une seule parole compromettante pour ses amis, mais encore elle sut si bien s'y prendre qu'on fut obligé de la remettre en liberté ».
Elle meurt le 1er mai 1825. La comtesse Frecavalli dira d'elle : « Elle est morte à trente-cinq ans, morte dans mes bras, alors que, belle encore, tout devait la conserver à deux fils qu'elle idolâtrait (…) Mais elle aimait aussi la gloire de son pays et les hommes qui pouvaient l'illustrer, et son âme énergique eut trop à souffrir de son asservissement et de sa perte. Et pourtant que de bonté, que d'angélique douceur dans ce cœur si noble !… ».
Stendhal, quant à lui, notera sur un exemplaire de De l’amour : « Death of the author ».